# Syngnathus macrophthalmus
Syngnathus macrophthalmus är en fiskart som beskrevs av Paul Georg Egmont Duncker 1915. Syngnathus macrophthalmus ingår i släktet Syngnathus och familjen kantnålsfiskar. Inga underarter finns listade i Catalogue of Life.